# دافيد بابونسكي
دافيد بابونسكي (David Babunski) (مواليد 1 مارس 1994) هو لاعب كرة قدم. يلعب مع منتخب مقدونيا لكرة القدم.

## مسيرته الكروية
لعب دافيد بابونسكي خلال مسيرته الاحترافية مع 4 أندية في تسعة مواسم وسجل خلالها 8 أهداف ضمن 117 مباراة. ولم يفز بأي موسم بالكأس وفاز في موسم واحد بالدوري.
خاض دافيد بابونسكي مسيرته مع نادي برشلونة ب في موسم 2013–14 واستمر معه طيلة ثلاثة مواسم، مشاركًا في 48 مباراة سجل خلالها هدفًا واحدًا. ثم انتقل إلى نادي النجم الأحمر بلغراد في موسم 2015–16 ولمدة موسمين، حيث شارك في 11 مباراة ولم يسجل أي هدف. لينتقل بعدها إلى نادي يوكوهاما إف مارينوس في عامي 2017-2019 ولمدة موسمين، مشاركًا في 25 مباراة سجل خلالها 3 أهداف. ثم انتقل إلى نادي أوميا أرديجا في عامي 2018-2020 ولمدة موسمين، مشاركًا في 33 مباراة سجل خلالها 4 أهداف.

## وصلات خارجية
- دافيد بابونسكي على موقع الاتحاد الدولي (مؤرشف)  (الإنجليزية)
- دافيد بابونسكي على موقع الاتحاد الأوربي (الإنجليزية)
- دافيد بابونسكي على موقع رابطة كرة القدم اليابانية للمحترفين (اليابانية)
- دافيد بابونسكي على موقع قاعدة بيانات كرة القدم.إي يو (الإنجليزية)
- دافيد بابونسكي على موقع ناشيونال فوتبول تيمز (الإنجليزية)
- دافيد بابونسكي على موقع Soccerway.com (الإنجليزية)
- دافيد بابونسكي على موقع عالم كرة القدم.نت (الإنجليزية)
- دافيد بابونسكي على موقع AS.com (الإسبانية)
- National Football Teams